# Phyla nodiflora

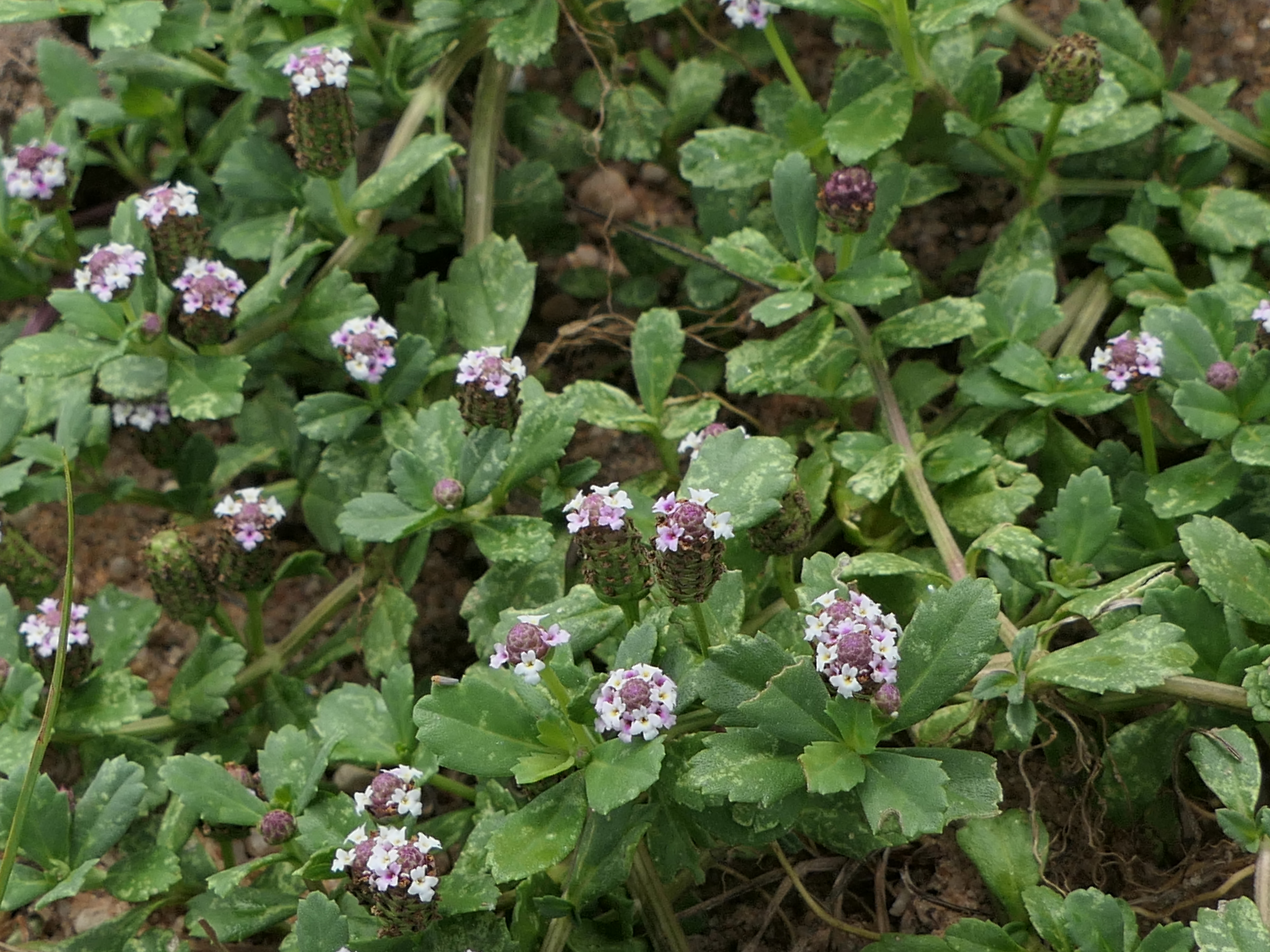
Phyla nodiflora creciendo como cubresuelos

Phyla nodiflora es una especie de plantas con flores de la familia Verbenaceae. Es una planta cosmopolita que puede encontrar en los trópicos de todo el mundo. A menudo se cultiva como planta ornamental para cubrir el suelo y, a menudo, está presente en patios o áreas perturbadas.[cita requerida]

## Etimología
El epíteto específico Nodiflora proviene del latín nodus (nudo), y flora (flor, floración), haciendo referencia a que las inflorescencias nacen de los nudos de los tallos.

## Descripción
Phyla nodiflora una planta herbácea perenne, de hoja caduca, que se pierde durante el invierno. Presenta inflorescencias de primavera a otoño, con un centro de color púrpura rodeado por pequeñas flores de color blanco a rosa. Es similar a la especie relacionada Phyla lanceolata, pero se diferencia por tener hojas mucho más cortas que a menudo son romas y mucho más redondeadas. Ambas especies son comunes como malezas y en el ambiente ornamental.

## Nombres comunes
En Argentina es conocida como Yerba del Mosquito.
En Chile es conocido como Tiqui-Tiqui y es utilizado como reemplazo de Césped.

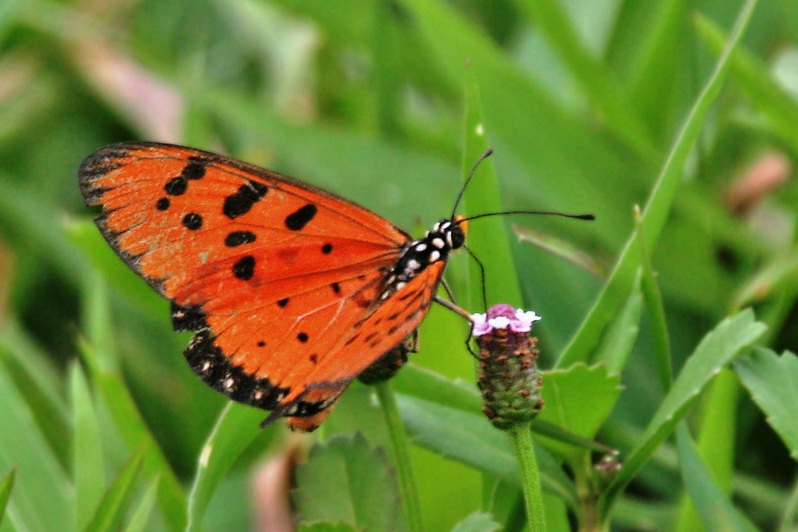
Phyla nodiflora y mariposa

En el Departamento de Nariño en Colombia, se conoce como Orozul.

## Usos
El aceite esencial de Phyla nodiflora es utilizado para el tratamiento de afecciones estomacales y respiratorias. 